# Betonzeitschiene

Ursprünglicher Standort des Museums Betonzeitschiene

Das Museum Betonzeitschiene in Dresden ist ein stadtbaugeschichtliches Freilichtmuseum zum Thema Großtafelbauweise. Gegenwärtig ist die Installation jedoch nicht aufgebaut.

## Standort
Das Museum befindet sich im zentrumsnahen Stadtteil Johannstadt. Zunächst war es am östlichen Rand einer großen Industriebrache, dem ehemaligen VEB Kommunales Plattenwerk, installiert. Es befand sich an der Gerok-/Ecke Arnoldstraße in unmittelbarer Nachbarschaft des Trinitatisfriedhofs, nur wenige Kilometer östlich der Inneren Altstadt. Dabei nutzte das Museum den Einfahrtsbereich des ehemaligen Plattenwerks mitsamt dem Pförtner- und Wiegehäuschen und verschiedenen ehemaligen Lagerflächen. Im Jahr 2007 mussten die Installationen abgebaut und auf ein städtisches Grundstück gebracht werden, wo sie seitdem gelagert werden. Dieses liegt nur 200 Meter weiter westlich am anderen Ende der Brache, etwa am historischen Straßenverlauf der früheren Stephanienstraße.

## Ausstellung

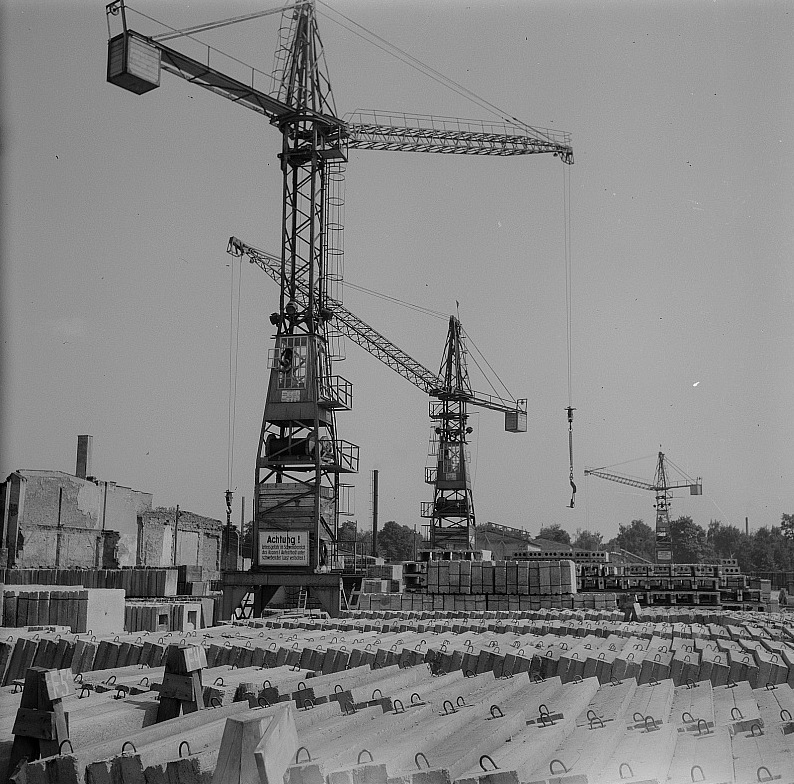
Lager des Plattenwerks in den 1950er-Jahren

Sämtliche Exponate waren Bestandteile des ehemaligen VEB Plattenwerk Johannstadt, die vor dem Abtransport bewahrt wurden. Zu den wesentlichen Ausstellungsstücken zählten das frühere Wiegehäuschen, die Schienen der alten Werksbahn und ein begrüntes Kiessilo; da sie jedoch fest im bis 2007 genutzten Gelände installiert sind beziehungsweise waren, können sie nicht mehr als Museumbestandteile betrachtet werden. Zu den Exponaten gehören eine originale Lampe sowie 50 Tonnen Baumaterial, darunter Ziegelsplitt, Betonstahlmatte, Platten und andere Betonfragmente, Formsteine sowie Keramikfliesen mitsamt 15 verschiedenen Farbtönen. Mit der Ausstellung sollten auf alternative Weise Entwicklungsprozesse während der Industrialisierung des Bauwesens sichtbar gemacht, aber auch die Geschichte Dresdens und insbesondere der Johannstadt veranschaulicht werden. So erinnern Sandsteinbruchstücke an das früher auf dem Plattenwerksgelände befindliche Carolahaus.

## Geschichte
Auf dem späteren Museumsgelände stand zunächst das 1878 eröffnete Carolahaus des Albertvereins. Das Krankenhaus wurde in der Zeit des Nationalsozialismus als SA-Schule genutzt und fiel den Luftangriffen auf Dresden vom Februar 1945 zum Opfer. Nach seinem Abriss entstand an seiner Stelle 1958 eines der ersten Plattenwerke der DDR, das auf dem sieben Hektar großen Gelände Betonfertigteile für den sozialistischen Wohnungsbau produzierte. Dazu recycelte es vor Ort Tausende Tonnen Trümmer der 1945 zerstörten Gebäude der Dresdner Innenstadt und verwendete sie als Bestandteil der Platten wieder. Bis zu seiner Stilllegung 1990/91 stellte das Plattenwerk Material für mehrere 10.000 Dresdner, Riesaer und Coswiger Neubauwohnungen her, wobei es zuletzt auf Außenwandplatten spezialisiert war.
Nach der wendebedingten Schließung verfiel das Gelände der Fabrik für mehr als ein Jahrzehnt. Um das Jahr 2000 gründete sich eine Bürgerinitiative und sammelte mehr als 3000 Unterschriften für den zügigen Abriss des ehemaligen Plattenwerks. Der verkehrliche Ausbau der Arnoldstraße, die seit dem Zweiten Weltkrieg nur als Fuß- und Radweg nutzbar war, ging mit der Geländeberäumung einher, die ab 2001 vollzogen wurde. Dagegen waren Mitglieder des Vereins „IG Platte“ um den Erhalt zumindest von Teilen des Plattenwerks bemüht. Bereits Mitte der 1990er Jahre war in ihren Reihen die Idee entstanden, ein Museum einzurichten, da der betreffende Abschnitt der Dresdner Stadtbaugeschichte im Stadtbild recht präsent ist. So gibt es in Dresden neben dem Johannstädter noch mehrere andere zusammenhängende Plattenbaugebiete, unter anderem in Gorbitz, Prohlis, Strehlen und Zschertnitz. Vor und während der Abrissarbeiten sicherten die Vereinsmitglieder deshalb für ihre Zwecke etwa 50 Tonnen Baumaterial, das Wiegehäuschen, mehrere Betonmauern und ein inzwischen zugewachsenes Kiessilo.

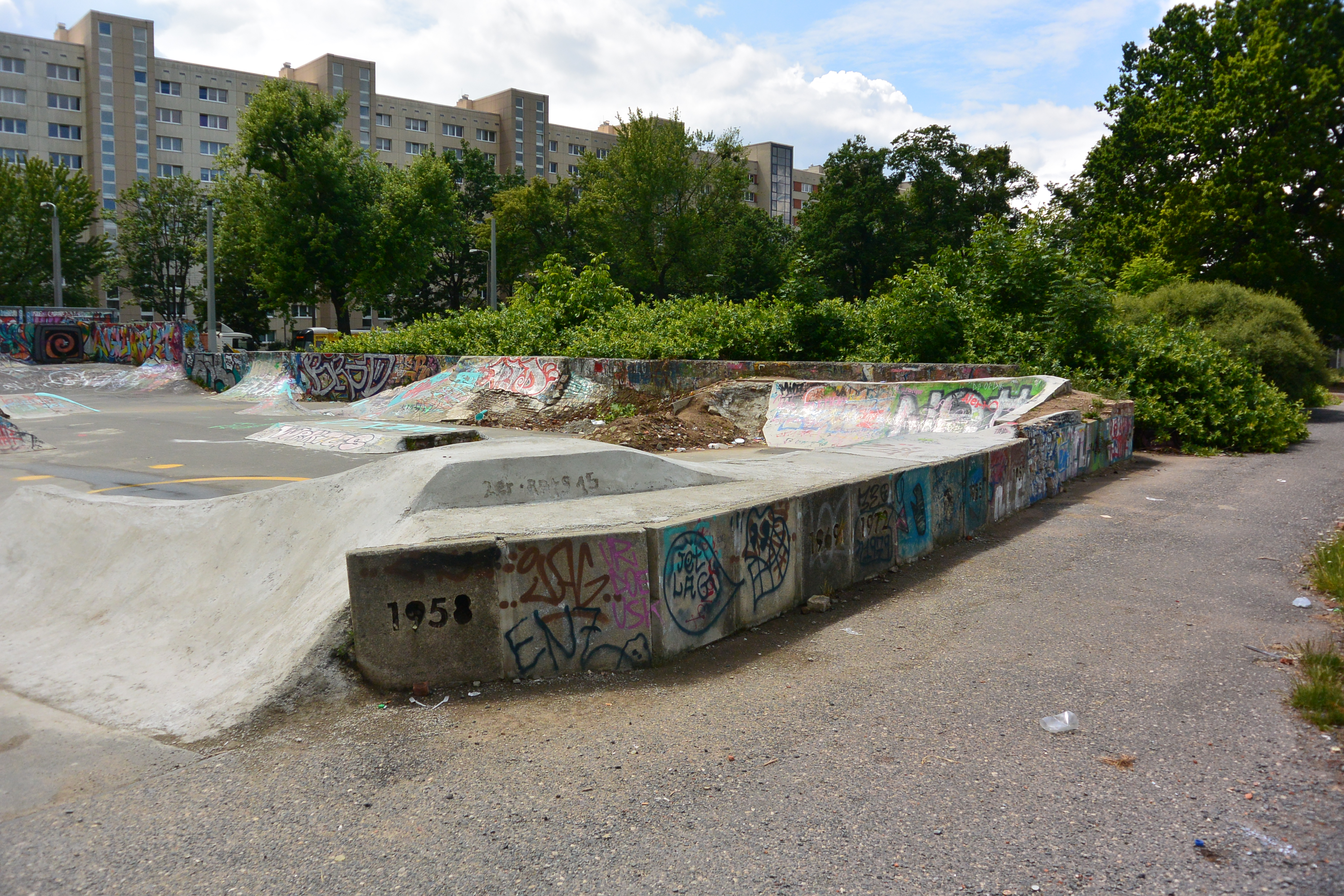
Bei der Erweiterung des Skateparks wurden die gegossenen und zum Teil mit Jahreszahlen versehenen Bodenplatten der Betonzeitschiene in die Anlage integriert.

Der irische Architekt Ruairí O’Brien, dessen Architektengruppe 1999 bereits das Dresdner Erich Kästner Museum projektiert hatte, konzipierte 2002 auch das Museum Betonzeitschiene. Der von O’Brien geprägte Kunstname „Betonzeitschiene“ referiert auf die Eigenschaft von Beton, nach kurzer Zeit der Formbarkeit auszuhärten und will Sinnbild dafür sein, dass Individuen in der Gesellschaft Momente der Veränderbarkeit nutzen, eigenverantwortlich Entscheidungen zu treffen und zu handeln, sonst würden andere entscheiden. Ein Park mit legalen Graffitiflächen, Ballspielfeldern, Mountainbikehügeln und Skatepark kam hinzu; seine Baukosten von 90.000 Euro finanzierten sich über ein Förderprogramm. Nach zweijähriger Planungs- und Bauzeit wurde es als eines der ersten Museen dieser Art überhaupt am 10. Juli 2004 im Rahmen der Dresdner Museumssommernacht eröffnet. Das Museum befand sich auf einem Randstreifen eines fünf Hektar großen Grundstücks einer Berliner Immobilienfirma, die mit der Stadt Dresden einen bis 2005 befristeten Nutzungsvertrag abschloss. Nach dessen Auslaufen brachten die Verhandlungen über eine Verlängerung kein Ergebnis, so dass der Grundstückseigentümer das Gelände im August 2007 räumen ließ. Seither werden die Museumsteile auf einem benachbarten städtischen Grundstück gelagert. Bemühungen um eine Wiedereinrichtung des Museums im Jahr 2008 scheiterten.